# Banks-Inseln
Die Banks-Inseln sind die nordöstlichste Inselgruppe des südpazifischen Inselstaats Vanuatu. Zusammen mit den weiter nordwestlich gelegenen Torres-Inseln im Nordwesten bilden sie die vanuatuische Provinz Torba, wobei sechs der sieben Gemeinden der Provinz auf die Banks-Inseln entfallen. Die Gesamtfläche der Inseln beträgt knapp 780 km².

## Geographie
Zum Archipel der Banks-Inseln gehören einige der größeren Inseln von Vanuatu, vor allem Vanua Lava und Gaua. Der Hauptort der vanuatuischen Provinz Torba, Sola, liegt an der Südostküste von Vanua Lava.
Auch das Atoll Rowa im Nordosten und die kleine Insel Vétaounde etwas abgelegen im Norden gehören zu den Banks-Inseln.
Die wichtigsten Inseln mit Namen, Fläche und Bevölkerung:
| Inselname                                  | Fläche (km²) | Bevölkerung | Hauptort          | Gipfel                  | Höhe (Meter) | Gemeinde    | Geokoordinate         |
| ------------------------------------------ | ------------ | ----------- | ----------------- | ----------------------- | ------------ | ----------- | --------------------- |
| Vétaounde (Vatganai, Vot Tande, Vet Tagde) | 0,24         | -           | -                 | …                       | 76           | Mota Lava   | 13° 16′ S, 167° 39′ O |
| Ureparapara (Bligh Island)                 | 39           | 437         | Léar (Léséréplag) | Mount Tow Lap (Tooulap) | 764          | Uréparapara | 13° 32′ S, 167° 20′ O |
| Vanua Lava                                 | 330          | 2623        | Sola              | Mount Suretamate        | 921          | Vanua Lava  | 13° 48′ S, 167° 28′ O |
| Ravenga                                    | 0,5          | -           | -                 | …                       | …            | Vanua Lava  | 13° 47′ S, 167° 33′ O |
| Kwakéa                                     | 1,15         | 29          | -                 | …                       | …            | Vanua Lava  | 13° 53′ S, 167° 36′ O |
| Niwula                                     | 0,4          | -           | -                 | …                       | …            | Vanua Lava  | 13° 53′ S, 167° 37′ O |
| Mota (Sugarloaf Island)                    | 9,5          | 683         | Veverao           | Mount Tawe              | 411          | Mota        | 13° 51′ S, 167° 42′ O |
| Mota Lava                                  | 31           | 1451        | Lahlap            | Mount Tuntog            | 243          | Mota Lava   | 13° 39′ S, 167° 42′ O |
| Ra (Aya)                                   | 0,5          | 189         | Ra                | …                       | …            | Mota Lava   | 13° 43′ S, 167° 37′ O |
| Mere Lava (Star Peak Island)               | 15           | 647         | Tasmate           | Mount Teu (Star Peak)   | 833          | Mere Lava   | 14° 27′ S, 168° 4′ O  |
| Gaua (Santa Maria Island)                  | 330          | 2491        | Jolap             | Mount Garat             | 767          | Gaua        | 14° 16′ S, 167° 31′ O |
| Mérig (Vergel Island, Île Sainte Claire)   | 0,5          | 12          | Lévolvol          | …                       | 125          | Mere Lava   | 14° 19′ S, 167° 48′ O |
| Rowa-Inseln (Reef Islands)                 | 0,1          | -           | -                 | …                       | 2            | Mota Lava   | 13° 37′ S, 167° 31′ O |
| Banks-Inseln                               | 782          | 8.562       | Sola              | Mount Suretamate        | 921          | 6 Gemeinden | 13° 55′ S, 167° 34′ O |

Auf den Inseln der Gruppe leben heute 8533 Menschen, die 15 verschiedene Sprachen sprechen.